# Ángel Pérez Madrid
Ángel Pérez Madrid (Bellavista, Provincia constitucional del Callao, Perú, 7 de octubre de 1989) es un futbolista peruano. Juega como lateral derecho y su equipo actual es el Club Sport Huancayo la Liga 1 de Perú.

## Trayectoria

### Sport Boys y Pacífico
Pérez debutó profesionalmente el 28 de mayo de 2011 con el Sport Boys de su natal Callao por los dieciseisavos de final del Torneo Intermedio 2011. En aquella ocasión ingresó en el entretiempo frente a Deportivo Municipal, encuentro que culminó sin goles en tiempo regular, con victoria de Municipal en los penales. 
No jugó en liga y pasó al Pacífico de la Segunda División del Perú, equipo en el que debutó el 13 de mayo de 2012, en el triunfo por 3-1 ante Deportivo Coopsol. Disputó 12 partidos en su primera temporada como profesional, saliendo campeón y ascendiendo a la Primera División del Perú para la temporada 2013. En la máxima categoría fue un jugador habitual en el esquema del Pacífico sin embargo no logró evitar el rápido descenso del conjunto del distrito de San Martín de Porres de Lima.

### Sport Loreto
En 2014 llegó al Sport Loreto de la Copa Perú, club con el cual logró la Liga Provincial de Coronel Portillo y la Liga Departamental de Fútbol del Ucayali, jugando de centrocampista defensivo y siendo eje en el equipo que salió campeón de la Copa Perú 2014, lo cual significó el primer ascenso del club a primera división en toda su historia. 
Aunque también tuvo gran participación con Sport Loreto durante el Campeonato Descentralizado 2015, no lograron mantener la categoría, bajando a segunda división.

### Comerciantes Unidos
En 2016, Pérez se convirtió en refuerzo de Comerciantes Unidos, nuevo inquilino de primera división, con el cual debutó el 7 de febrero en el empate a un gol frente a Universidad César Vallejo. En aquella ocasión, Pérez ingresó al minuto 56 en lugar de Yoshiro Salazar. El 20 de julio marcó su primer tanto en primera en la derrota por 3 a 2 ante Melgar de Arequipa. Jugó 34 encuentros en 2016, logrando con el equipo clasificar a la Copa Sudamericana. 
Al siguiente año, Ángel Pérez continuó siendo parte de Comerciantes Unidos, mejorando su cuota goleadora al marcar cuatro goles en el campeonato, debutando a nivel internacional y manteniéndose en primera división.

### Real Garcilaso
Tras una buena temporada durante el 2017, Pérez llegó a las filas de Real Garcilaso, debutando un 4 de febrero de 2018 en la derrota por 3 a 1 ante Sport Boys. Fue partícipe de la victoria y empate ante Santos de Brasil y a lo largo de la campaña fue pieza de recambio en el cuadro celeste.

### Deportivo Binacional
Al no tener continuidad en Garcilaso, Pérez se convirtió en nuevo refuerzo del Deportivo Binacional, que afrontaba la temporada 2019 como su segunda campaña en primera división, luego de su buen arranque en 2018. Debutó con este equipo el 16 de febrero, en la primera fecha de la Liga 1 2019 en la victoria por 1-0 sobre César Vallejo. Afianzado como lateral derecho titular, anotó su primer gol con el club el 11 de mayo en la victoria por 3-1 sobre Unión Comercio tras empalmar de zurda un centro de Jeickson Reyes. Fue el máximo asistidor del Torneo Apertura 2019 con seis pases gol, ayudando a su equipo a salir campeón de dicho torneo, el primer torneo de primera división de Binacional en su historia.

## Clubes y estadísticas
Actualizado el 30 de noviembre de 2020.
| Sport Boys · Perú | 2011             | 1ª               | 0   | 0 | 1 | 0 | — | — | 1   | 0 |
| Sport Boys · Perú | Total club       | Total club       | 0   | 0 | 1 | 0 | 0 | 0 | 1   | 0 |
| Pacífico · Perú | 2012             | 2ª               | 12  | 0 | — | — | — | — | 12  | 0 |
| Pacífico · Perú | 2013             | 1ª               | 31  | 0 | — | — | — | — | 31  | 0 |
| Pacífico · Perú | Total club       | Total club       | 43  | 0 | 0 | 0 | 0 | 0 | 43  | 0 |
| Sport Loreto · Perú | 2014             | 3ª               | 8   | 0 | — | — | — | — | 8   | 0 |
| Sport Loreto · Perú | 2015             | 1ª               | 30  | 0 | 4 | 0 | — | — | 34  | 0 |
| Sport Loreto · Perú | Total club       | Total club       | 38  | 0 | 4 | 0 | 0 | 0 | 42  | 0 |
| Comerciantes Unidos · Perú | 2016             | 1ª               | 34  | 1 | — | — | — | — | 34  | 1 |
| Comerciantes Unidos · Perú | 2017             | 1ª               | 32  | 4 | — | — | 2 | 0 | 34  | 4 |
| Comerciantes Unidos · Perú | Total club       | Total club       | 66  | 5 | 0 | 0 | 2 | 0 | 68  | 5 |
| Real Garcilaso · Perú | 2018             | 1ª               | 14  | 0 | — | — | 2 | 0 | 16  | 0 |
| Real Garcilaso · Perú | Total club       | Total club       | 14  | 0 | 0 | 0 | 2 | 0 | 16  | 0 |
| Deportivo Binacional · Perú | 2019             | 1ª               | 30  | 1 | 3 | 0 | 2 | 0 | 35  | 1 |
| Deportivo Binacional · Perú | 2020             | 1ª               | 17  | 1 | 1 | 0 | 3 | 0 | 21  | 1 |
| Deportivo Binacional · Perú | Total club       | Total club       | 47  | 2 | 4 | 0 | 5 | 0 | 56  | 2 |
| Total en carrera | Total en carrera | Total en carrera | 208 | 7 | 9 | 0 | 9 | 0 | 226 | 7 |
| (1)Solo se tienen datos de la etapa nacional en la Copa Perú 2014. No se incluye la etapa provincial, la departamental, ni la regional. (2)Incluye datos del Torneo Intermedio 2011, el Torneo del Inca 2015, la Copa Bicentenario 2019 y la Supercopa Peruana (2020). (3)Incluye datos de la Copa Sudamericana (2017 y 2019) y la Copa Libertadores de América (2018 y 2020). |                  |                  |     |   |   |   |   |   |     |   |

## Palmarés

### Campeonatos nacionales
- 1 Primera División del Perú: 2019
- 1 Copa Perú: 2014
- 1 Segunda División del Perú: 2012

### Torneos cortos
- 1 Torneo Apertura de la Primera División del Perú: 2019

### Torneos regionales
- 1 Liga Departamental de Ucayali: 2014
- 1 Liga Provincial de Coronel Portillo: 2014

### Distinciones individuales
- Máximo asistente del Torneo Apertura de la Primera División del Perú: 2019 (con seis asistencias)